# Chwałkowo Kościelne
Chwałkowo Kościelne – wieś w Polsce położona w województwie wielkopolskim, w powiecie śremskim, w gminie Książ Wielkopolski.
W latach 1975–1998 miejscowość administracyjnie należała do województwa poznańskiego.

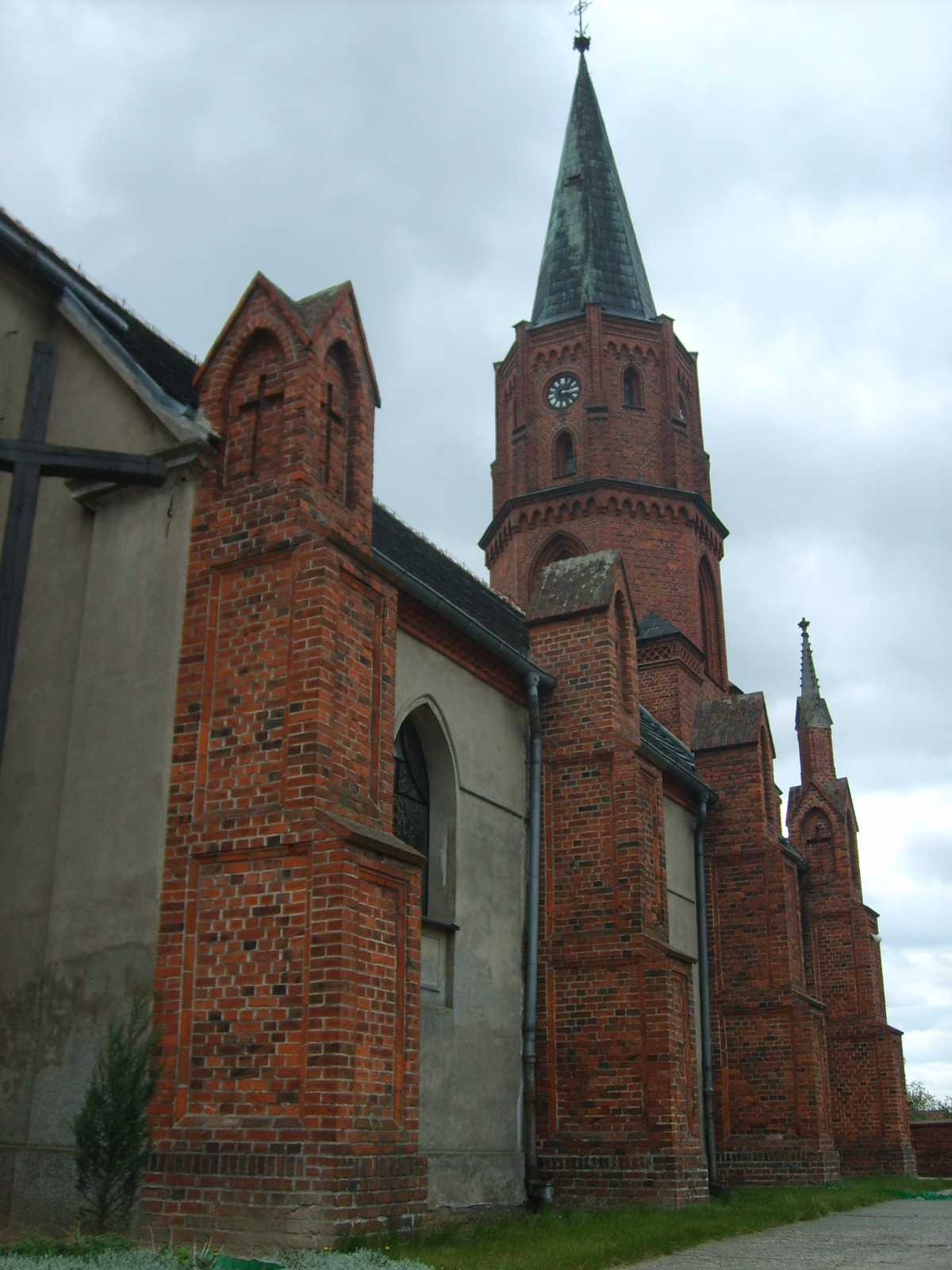
Kościół św. Michała Archanioła

Miejscowość jest siedzibą parafii św. Michała Archanioła. W strukturze kościoła rzymskokatolickiego parafia należy do metropolii poznańskiej, archidiecezji poznańskiej, dekanatu boreckiego.
Wieś położona 4 km na południowy wschód od Książa Wielkopolskiego przy drodze powiatowej nr 4086 do Mchów przez Kołacin.
Chwałkowo Kościelne pierwszy raz znalazło się w dokumentach w 1397 roku, wspomniany został w nich pleban Michał.
W miejscowości był przystanek kolejowy Chwałkowo Kościelne.

## Zabytki
Zabytkami prawnie chronionymi są:
- kościół św. Michała Archanioła z 1819 z neogotyckim prezbiterium z 1891, wieżą z 1904, we wnętrzu kościoła znajdują się fragmenty późnogotyckiej płaskorzeźby z Pokłonem Trzech Króli oraz predella ze sceną Złożenie do Grobu z ok. 1500;
- spichrz folwarczny z 1 poł. XIX w.

Pozostałymi obiektami zabytkowymi są:
- dwór z poł. XIX w. z piętrową wystawką z XX w.;
- zajazd z przełomu XVIII i XIX w., przekształcony na dom mieszkalny;
- pomnik Powstańców Wielkopolskich na cmentarzu parafialnym, z figurą Serca Jezusowego.

## Ludzie związani z Chwałkowem
- Wincenty Skrzypczak